# Belgrandiella parreyssi
Belgrandiella parreyssi е вид коремоного от семейство Hydrobiidae. Видът е критично застрашен от изчезване.

## Разпространение
Разпространен е в Австрия.

## Описание
Популацията на вида е намаляваща.